# Almachius Vincent Rweyongeza
Almachius Vincent Rweyongeza (* 1. Januar 1956 in Bushagara-Kamachumu, Tansania) ist ein tansanischer Geistlicher und römisch-katholischer Bischof von Kayanga.

## Leben
Almachius Vincent Rweyongeza empfing am 6. Dezember 1981 das Sakrament der Priesterweihe für das Bistum Bukoba.
Am 14. August 2008 ernannte ihn Papst Benedikt XVI. zum Bischof von Kayanga. Der Erzbischof von Daressalam, Polycarp Kardinal Pengo, spendete ihm am 6. November desselben Jahres die Bischofsweihe; Mitkonsekratoren waren der Bischof von Rulenge-Ngara, Severine Niwemugizi, und der Bischof von Bukoba, Nestorius Timanywa.